# Utflykt till verkligheten
Utflykt till verkligheten är en ungdomsroman av Inger Brattström från 1974. Jonas, 16 år, arbetar tillfälligt på ett daghem. En kväll är Jonas ensam kvar med lilla Solong och väntar på att hennes mamma ska hämta henne. Men hennes mamma kommer aldrig. Jonas får ta hand om Solong och försöka ta reda på vad som hänt.
Man får följa Solong i Trollkarlen i tunnelbanan och Solong då!